# Adolf Portmann
Adolf Portmann (Basilea, 27 maggio 1897 – Binningen, 28 giugno 1982) è stato uno zoologo, biologo, filosofo e antropologo svizzero.

## Vita
Portmann studiò zoologia e botanica, facoltà di biologia, con Friedrich Zschokke a Basilea, dove nel 1921 conseguì il dottorato con una tesi sulla classificazione biologica delle libellule.
Visse a Ginevra, Monaco di Baviera, Parigi e Berlino e lavorò nei laboratori marini in Banyuls-sur-Mer, Roscoff, Villefranche-sur-Mer e di Helgoland, dove s'interessò soprattutto di lumache marine e cefalopodi.
Divenne nel 1931 professore di Zoologia presso l'Università di Basilea dove condusse studi approfonditi sul comportamento degli uccelli.
Interessato ai vari aspetti del sapere condusse studi interdisciplinari con il filosofo Pierre Teilhard de Chardin e si interessò di sociologia e antropologia.
È noto nell'ambito antropologico per la pubblicazione nel 1941 di un primo originale contributo sulla particolare posizione dell'uomo nella natura dal punto di vista della ontogenesi e della filogenesi. 
Dopo la morte di Olga Froebe-Kapteyn (1881-1962), Portmann fu direttore de "I Colloqui di Eranos" incontri interdisciplinari istituiti nel 1933 dalla stessa Froebe-Kapteyn, per ispirazione di Rudolf Otto (specialista - nella tradizione di Friedrich Schleiermacher - di storia delle religioni nella Università di Marburgo, e traduttore di Platone).

## Pensiero
(Goethe)
La teoria di Darwin è da giudicare parzialmente giustificata nel suo credere che negli animali vi siano caratteristiche "funzionali" che mirano a costituire per l'essere vivente ciò che torna utile al suo organismo.

Secondo Portmann vi sono anche caratteri "vettoriali" dalla funzione non utilitaristica che servono all'animale per rivelare nella forma esterna la sua interiorità.
Profondamente influenzato da Goethe, Portmann è convinto che dalla morfologia, dalla forma così come appare a prima vista alla nostra visione, si possano dedurne le complessive caratteristiche interne ed esterne degli animali: 
nel senso che 
La forma esterna quindi come segno della interiorità:
La morfologia, secondo Portmann, indica che la concezione biologica classica dell'organismo come una macchina in cui le varie parti si combinano quantitativamente e meccanicamente per la qualità finale dell'organismo, sia superata dall'idea che le varie parti sono invece in una connessione funzionale interattiva che si differenzia e si sviluppa ulteriormente a seconda dell'ambiente. Per questo è vero che l'uccello vola perché ha le ali ma non si deve dimenticare che egli si è "costruito" da sé questo strumento.
Bisogna evitare «di tirare in ballo il caso ogni volta che un certo dato di fatto ci appare incomprensibile. Caso è oggi una parola magica»
La concezione anti-utilitaristica di Portmann lo porta quindi a mettere in primo piano nella figura organica dell'uomo la sua spiritualità:
Contrariamente a certa scienza occidentale, tecnicista e razionalista, la più vera concezione della natura si ritrova in quella «sviluppatasi nell'Oriente asiatico» in particolare nel Taoismo, dottrina che ben rispecchia l'importanza della spiritualità per lo sviluppo armonico dell'uomo, aspetto questo che l'Occidente ha conosciuto solo nel Medioevo, l'ultimo periodo in cui vi è stato «equilibrio fra vita attiva e contemplativa».

## Biologia
Sulla base del principio metodologico della forma come segno dell'individuo vivente, Portmann ha introdotto in biologia il concetto di "prematurità fisiologica" secondo il quale mentre in altre specie il neonato appare già fornito di un apparato sensoriale e motorio efficiente, nell'uomo questo si verifica all'incirca dopo 12 mesi dalla nascita, per cui il tempo ottimale di gestazione del feto dovrebbe essere di 21 mesi e non di 9 come comunemente avviene. In dipendenza di ciò per l'uomo la sua completa maturazione avviene favorita dall'ambiente socio-culturale in cui vive che stimola così una formazione spirituale più complessa ed aperta a nuovi sviluppi.

## Opere
- Adolf Portmann, La forma degli animali. Studi sul significato dell'apparenza fenomenica (1948, 19602), Raffaello Cortina 2013.
- Henri-Charles Puech, Erich Neumann, Adolf Portmann, Le metamorfosi del tempo (1951), Editore: Red Edizioni, 1999
- Hugo Rahner, Erich Neumann, Adolf Portmann, L'uomo ricercatore e giocatore. L'esperienza mistica e creativa nella vita umana, Editore: Red Edizioni 1993
- Adolf Portmann, Aniela Jaffé, Marie-Louise von Franz, Le stagioni della vita. Sviluppo biologico, fasi creative e spirito del tempo nel ciclo dell'esistenza umana, Editore: Red Edizioni 1992
- Erich Neumann, Adolf Portmann, Gershom Scholem, Il rito. Legame tra gli uomini, comunicazione con gli dei, Editore: Red Edizioni, 1991
- Adolf Portmann, Le forme viventi. Nuove prospettive della biologia (1965), Editore: Adelphi 1989